# Андерсон, Роберт Чарли
Роберт Чарли «Боб» Андерсон (англ. Bob Anderson; род. 7 ноября 1947, Уинчестер, Хэмпшир, Англия) — чемпион мира по дартсу. В рейтинге он был первым за три последних года в 1980-х. Имел прозвище Каменный ковбой. В настоящее время живёт в Сомерсете.

## Перед карьерой
Андерсон впервые выбил 180 очков за один подход в семь лет. Он был известен как чемпион среди юношей. До дартса занимался метанием копья, был избран в национальную сборную на Олимпийские игры 1968, однако, не сумел там выступить из-за травмы, после чего перешёл в дартс. Он так же пробовал свои силы в футболе, но снова получил травму и в 1970 году завершил карьеру.

## Карьера дартсмена
Первая победа Андерсона случилась в 1988 году на чемпионате мира. Роберт Андерсон является одним из двух дартсменов, которые выиграли три турнира Masters подряд. Однако спустя два года после завоевания чемпионского титула был вынужден приостановить карьеру. После возвращения так и не смог заиграть в полную силу, как играл в 1980-х годах. Несмотря на это, в 2004 и 2005 годах доходил до полуфиналов чемпионата мира PDC. В 2008 решил принять участие в League of Legends, где занял первое место. Первый этап турнира проходил по круговой системе, у Андерсона было 4 победы и 3 ничьих. В полуфинале Андерсон обыграл Питера Эвисона, а в финале Кейта Деллера. В турнире принимали участие такие легенды дартса, как Джон Лоу, Клифф Лазаренко, Эрик Бристоу и другие. После турнира завершил карьеру дартсмена.

## Помимо дартса
Андерсон поженился с Сэлли Оттвер 8 апреля 2004 года. Шафером был назначен Бристоу. У Андерсона есть двое детей — Дженни и Давид. Играет в гольф, его кумиром является американец Джек Никлоус.